# Sigma P1
O Sigma P1 é um carro de corrida construido pela empresa brasileira Sigma Engenharia para competir em campeonatos de corrida com carros esportivos. Utiliza um motor V8 LS3 da Chevrolet com uma potência de 550hp. Foi inicialmente projetado por Evandro Flesch e Pedro Fetter, graduados da Universidade Federal do Rio Grande do Sul em 2015, com Felipe Lorenzi e Flávio Duarte entrando na equipe mais tarde. O carro possui cinco gerações, designadas como G1, G2, G3, G4, e G5. O P1 utiliza uma trasmissão de 6 marchas utilizando paddle-shift. O Sigma P1 começou a competir nas 12 Horas de Tarumã de 2017.

## Marketing
O Sigma P1 é um carro jogável no jogo Automobilista 2.

## Galeria

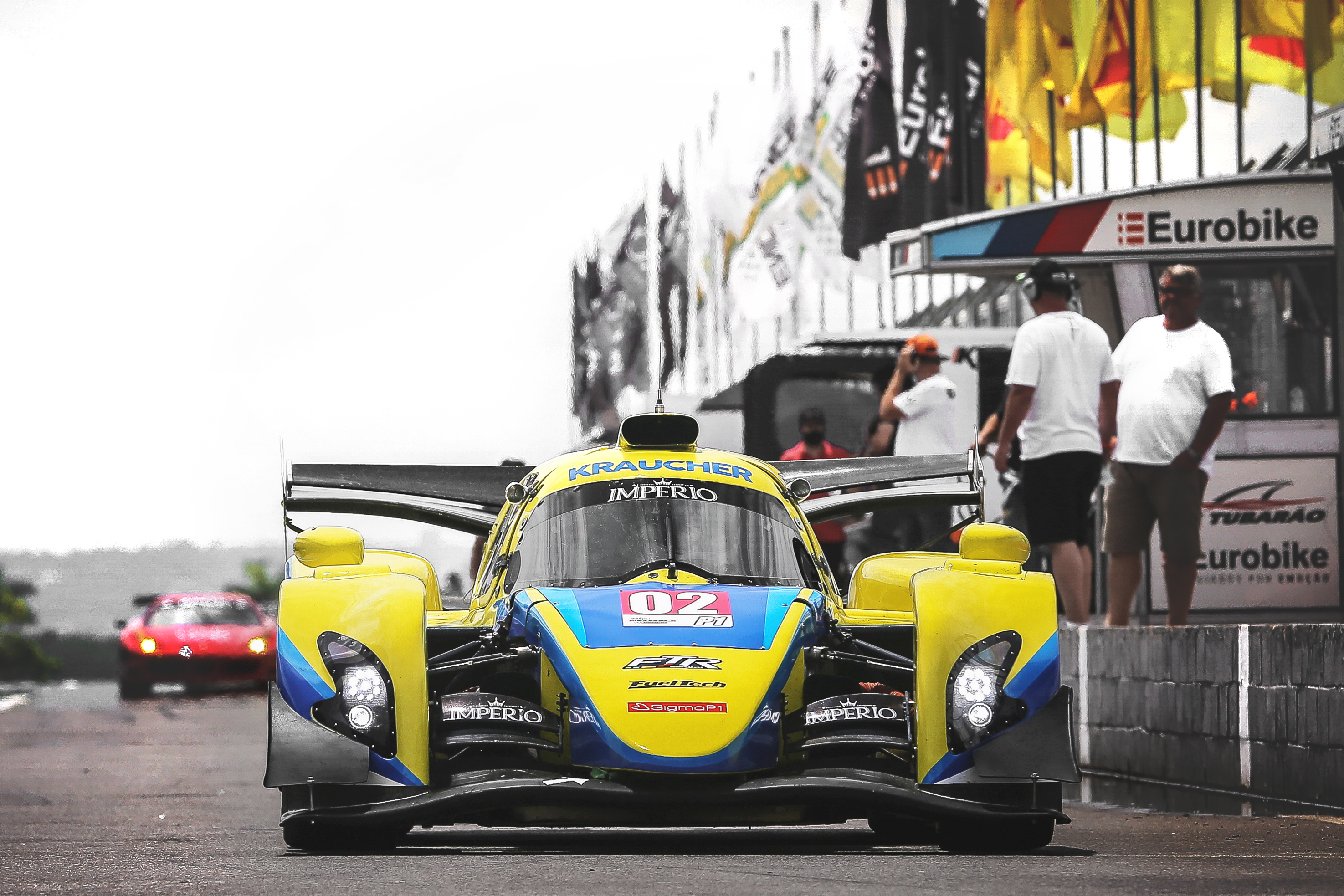
Sigma P1 G5, da equipe Sigma Kraucher
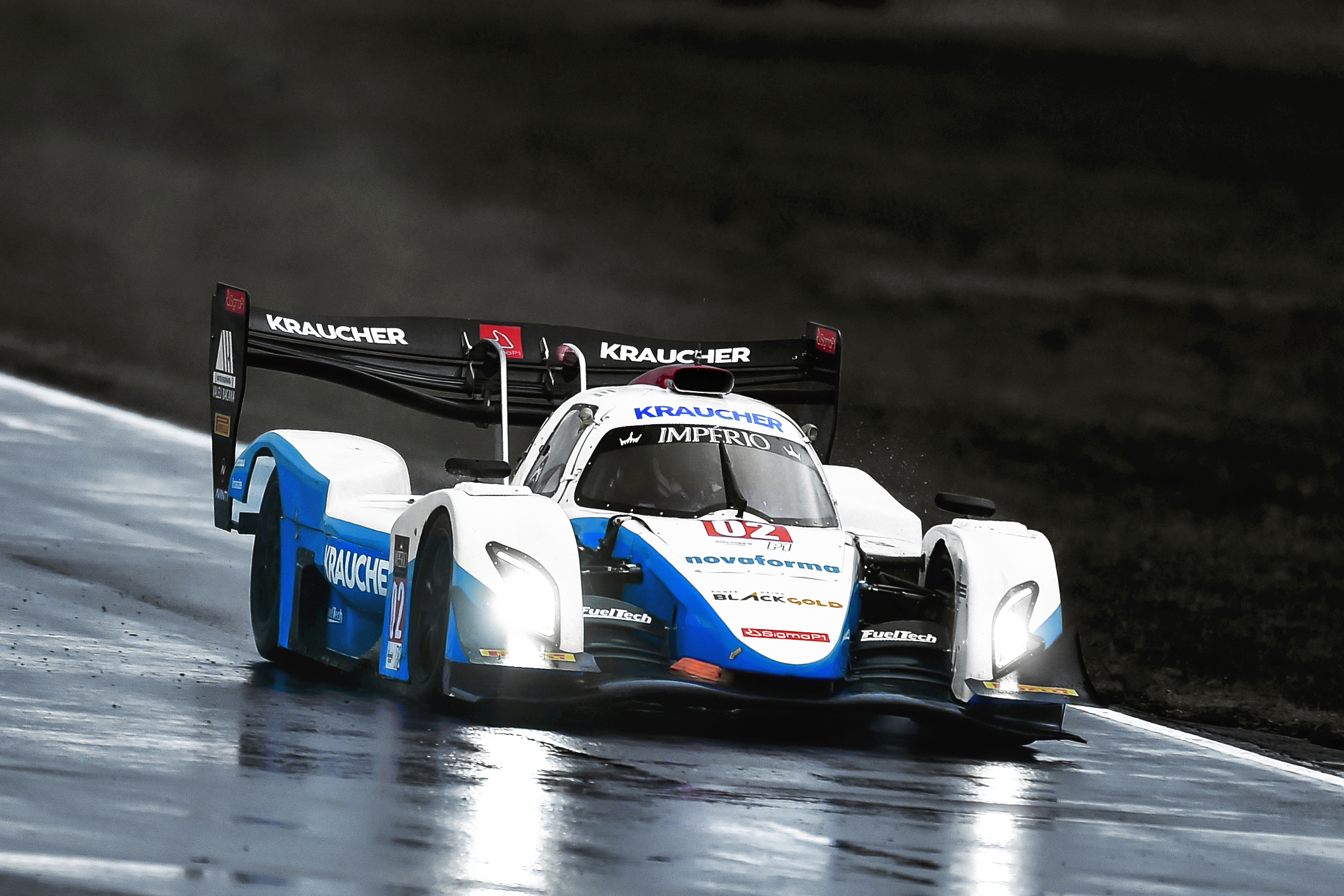
Sigma P1 G4 da equipe Kraucher